# Niqmaddu I
Niqmaddu I (in ugaritico 𐎐𐎖𐎎𐎄, nqmd; ... – XVIII secolo a.C.) è stato un re amorreo di Ugarit.